# Peter-Lee Vassell
Peter-Lee Vassell (Saint James, Jamaica; 3 de febrero de 1998) es un futbolista profesional jamaiquino que juega como mediocampista en el Hartford Athletic de la USL Championship de los Estados Unidos. Es internacional con la selección de fútbol de Jamaica.

## Primeros años y educación
Vassell creció en la parroquia de St. James en Jamaica en una familia de futbolistas. Asistió a la escuela primaria Howard Cooke y al Cornwall College.

## Carrera

### Clubes
Vassell comenzó su carrera en el Faulkland FC de Montego Bay en la Western Super League, antes de pasar algún tiempo en la RSPL con el Montego Bay United. Se mudó a Harbor View antes de la temporada RSPL 2017-18.
En enero de 2019, Vassell fue reclutado y fichado por Los Angeles FC.
En agosto de 2019, Vassell fue cedido al equipo Phoenix Rising FC del USL Championship.
En abril de 2021, Vassell se unió a Indy Eleven en el USL Championship antes de la temporada 2021. Después de la temporada 2021, se anunció que Indy Eleven rechazó la opción de contrato de Vassell.
En enero de 2022, Vassell se unió a Hartford Athletic en el USL Championship antes de la temporada 2022.

### Selección nacional
Vassell ha sido llamado para los niveles de equipo sub-17, sub-20, sub-23 y absoluta para Jamaica.

## Estadísticas

### Club
| Club         | Temporada | Liga                  | Liga     | Liga  | Copa     | Copa  | Continental | Continental | Otro     | Otro  | Total    | Total |
| Club         | Temporada | División              | Partidos | Goles | Partidos | Goles | Partidos    | Goles       | Partidos | Goles | Partidos | Goles |
| ------------ | --------- | --------------------- | -------- | ----- | -------- | ----- | ----------- | ----------- | -------- | ----- | -------- | ----- |
| Harbour View | 2017-18   | Liga Premier Nacional | 30       | 2     | 0        | 0     | 0           | 0           | 0        | 0     | 30       | 2     |
| Harbour View | 2018-19   | Liga Premier Nacional | 14       | 1     | 0        | 0     | 0           | 0           | 0        | 0     | 14       | 1     |
| Total        | Total     | Total                 | 44       | 3     | 0        | 0     | 0           | 0           | 0        | 0     | 44       | 3     |

### Selección nacional
| Selección | Año   | Partidos | Goles |
| --------- | ----- | -------- | ----- |
| Jamaica   | 2018  | 9        | 5     |
| Jamaica   | 2019  | 7        | 1     |
| Jamaica   | 2020  | 0        | 0     |
| Jamaica   | 2021  | 1        | 0     |
| Total     | Total | 17       | 6     |

### Goles internacionales
| No | Fecha                   | Sede                                                        | Adversario        | Gol  | Resultado | Competencia                                           |
| -- | ----------------------- | ----------------------------------------------------------- | ----------------- | ---- | --------- | ----------------------------------------------------- |
| 1. | 29 de abril de 2018     | Estadio Sir Vivian Richards, North Sound, Antigua y Barbuda | Antigua y Barbuda | 1 –0 | 2-0       | Amistoso                                              |
| 2. | 17 de agosto de 2018    | Estadio Atlético Kirani James, Saint George's, Granada      | Granada           | 2 –0 | 5-1       | Amistoso                                              |
| 3. | 17 de agosto de 2018    | Estadio Atlético Kirani James, Saint George's, Granada      | Granada           | 3 –0 | 5-1       | Amistoso                                              |
| 4. | 20 de agosto de 2018    | Wildey Turf, Bridgetown, Barbados                           | Barbados          | 2 –2 | 2–2       | Amistoso                                              |
| 5. | 14 de octubre de 2018   | Estadio Ergilio Hato, Willemstad, Curazao                   | Bonaire           | 5 –0 | 6-0       | Clasificación de la Liga de Naciones CONCACAF 2019-20 |
| 6. | 6 de septiembre de 2019 | Complejo deportivo de Montego Bay, Montego Bay, Jamaica     | Antigua y Barbuda | 6 –0 | 6-0       | 2019-20 CONCACAF Liga de Naciones B                   |